# كولن بيتاني
كولن بيتاني (بالإنجليزية: Colin Bettany)‏ (15 يونيو 1932 في المملكة المتحدة - ) هو لاعب كرة قدم بريطاني في مركز الدفاع. لعب مع برمنغهام سيتي ونادي توركي يونايتد ونادي كرو ألكساندرا ونونيتون بورو ‏.